# Mami (album Alexandra Stan)
Mami è il quarto album in studio della cantante rumena Alexandra Stan, pubblicato il 25 aprile 2018 dall'etichetta discografica Alexandra Stan Records e Victor Records solo in Giappone.
L'album è anticipato dai singoli Boy Oh Boy, Noi doi e dal terzo e ultimo singolo dell'album Mami, nonché da quello promozionale Favorite Game, incluso esclusivamente nella versione giapponese e utilizzato come colonna sonora per il film giapponese Miko Girl (2017).
La Stan ha promosso l'album con varie esibizioni dal vivo in Giappone, Europa e Canada.

## Tracce
Edizione Giapponese
1. Mami – 3:34
2. Boy Oh Boy – 3:19
3. India (feat. Kent Archie) – 3:42
4. Round & Round – 2:57
5. Whine It Up (feat. Jenn Morel) – 2:40
6. Ou La La – 3:22
7. Thinking About You (feat. Surak) – 2:56
8. You Used to Know – 3:14
9. Rablaton – 2:57
10. Noi doi – 3:25
11. Favorite Game – 3:03

DVD Bonus (Edizione Giapponese - Deluxe Edition)
1. Mami (music video) - 3:34
2. Boy Oh Boy (music video) - 3:21
3. Noi doi (music video) - 3:25
4. Favorite Game (music video) - 3:03

Edizione Internazionale
1. Rablaton – 2:57
2. Mami – 3:32
3. You Used to Know – 3:13
4. Ou La La – 3:23
5. India (feat. Kent Archie) – 3:40
6. Whine It Up (feat. Jenn Morel) – 2:39
7. Thinking About You (feat. Surak) – 2:56
8. Round & Round – 2:57

Tracce Bonus (Edizione Spotify)
1. Boy Oh Boy - 3:19
2. Noi doi - 3:25

Edizione Italiana
1. Mami – 3:32
2. Round & Round – 2:57
3. You Used To Know – 3:13
4. Whine It Up (feat. Jenn Morel) – 2:39
5. Boy Oh Boy – 3:19
6. Noi doi – 3:25
7. Ou La La – 3:23
8. India (feat. Kent Archie) – 3:40
9. Thinking About You (feat. Surak) – 2:56
10. Rablaton – 2:57

## Classifiche
| Classifica (2018) | Posizione massima |
| ----------------- | ----------------- |
| Giappone          | 119               |